# Cratere Balagtas
Balagtas è un cratere d'impatto presente sulla superficie di Mercurio, a 22,6° di latitudine sud e 14,01° di longitudine ovest. Il suo diametro è pari a 104 km.
Il cratere è stato battezzato dall'Unione Astronomica Internazionale in onore dello scrittore filippino Francisco Balagtas.